# 鴻巣市立笠原小学校
鴻巣市立笠原小学校（こうのすしりつ かさはらしょうがっこう）は、埼玉県鴻巣市笠原にあった公立小学校。児童数は95人であり、鴻巣市内の小学校としては最も人数が少なかった。

## 沿革

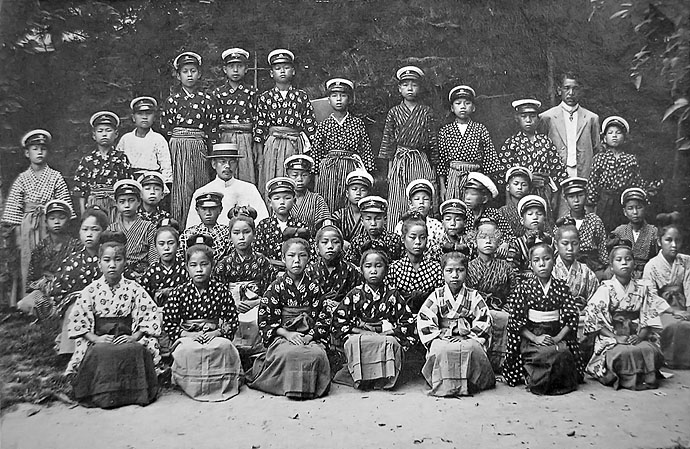
笠原尋常小学校の児童と教員（1920年）

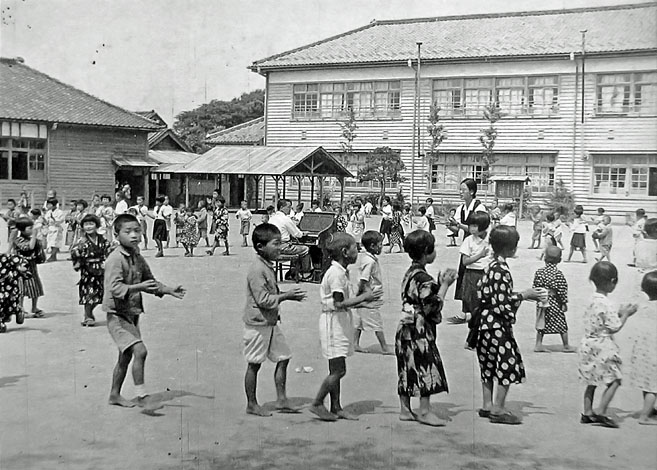
笠原尋常小学校に設けられた農繁期託児所の様子（1937年頃）

- 1873年（明治6年）6月1日 - 学制の実施により東光寺の境内に笠原学校として設立される[3][4]。また、同年同日に安竜寺の境内に安養学校が設置される。
- 1886年（明治19年）4月1日 - 笠原学校、安養学校両校が統合され、郷地に弘道尋常小学校が新設される[3][4]。笠原学校廃止。
- 1894年（明治27年）8月 - 笠原尋常小学校が新設される[4]。
- 1907年（明治40年）
  - 10月9日 - 開校式を挙行[3]。
  - 12月12日 - 弘道尋常小学校が笠原尋常小学校に併合される[3][4]。
- 1908年（明治41年）2月15日 - 笠原尋常小学校校舎を新築落成する。
- 1925年（大正14年）4月15日 - 校舎が増築され、落成式を挙行。
- 1935年（昭和10年）11月15日 - 木造二階建の新校舎の落成式を挙行。
- 1954年（昭和29年）7月30日 - 町村合併により、学校が立地する笠原村が鴻巣町に編入される。
- 1954年（昭和29年）9月30日 - 鴻巣町の市制施行に伴い鴻巣市立笠原小学校に改称する。
- 1962年（昭和37年）4月20日 - 給食室落成祝賀会試食会を挙行、児童給食開始。
- 1964年（昭和39年）4月11日 - 小中兼用のプールが完成する。
- 1968年（昭和43年）12月10日 - 校歌を制定する。
- 1972年（昭和47年）8月2日 - 明治41年竣工された給食室側の旧校舎を解体撤去。
- 1974年（昭和49年）4月1日 - 笠原中学校の廃校に伴い、その校地を笠原小学校に移管。
- 1977年（昭和52年）3月7日 - 体育館落成竣工式挙行。
- 1979年（昭和54年）8月30日 - 鉄筋3階建新校舎落成。
- 1984年（昭和59年）5月30日 - プール完成。
- 1989年（平成元年）3月10日 - 鉄筋3階建新校舎落成。
- 1998年（平成10年）3月31日 - 正門を新築する。
- 2006年（平成18年）10月28日 - 彩の国教育ふれあい推進会議「教育ふれあい賞」受賞。
- 2011年（平成23年）9月 - 旧校舎の耐震工事を行う。
- 2012年（平成24年）6月 - 校庭の一部が芝生化される。また、体育館の耐震補強工事を行う。
- 2013年（平成25年）
  - 2月6日 - 体力向上「優良校」受賞。
  - 2月7日 - 埼玉県学校歯科保健コンクール「優良校」受賞。また、記念植樹が行なわれる。 同賞は2016年2月4日と2017年2月2日も受賞している
- 2015年（平成27年）7月11日 - 普通教室、音楽室、図書室にエアコンが設置される。
- 2022年（令和4年）3月31日 - 鴻巣中央小学校との統合により閉校[5]。

## 校区
- 笠原（全域）[6]
- 郷地（全域）
- 安養寺（全域）

## 主な卒業生
- 秋谷豊（詩人）[7] - 創立130周年記念誌「かわら屋根の下で」に寄稿する。

## アクセス
JR鴻巣駅東口より朝日バス「加須駅 - 騎西 - 鴻巣駅線」で『笠原十字路』下車、徒歩7分。